# Darko Černej
Darko Černej, slovenski pravnik in diplomat, * 8. december 1906, Griže, Žalec, † 23. avgust 1990, Ljubljana.
Darko Černej, brat književnice Anice Černejeve, je študiral pravo na Pravni fakulteti v Ljubljani in v Zagrebu; tu je leta 1930 tudi doktoriral. V letih 1930−1943 je služboval v sodni in odvetniški službi v Ljubljani. Po ustanovitvi Osvobodilne fronte je kot zastopnik Samostojne demokratske stranke postal član vrhovnega plenuma OF. Od septembra 1943 do marca 1944 je bil pravni referent v upravni komisiji za osvobojeno ozemlje, od marca do jeseni 1944 načelnik odseka za izgradnjo oblasti pri predsedstvu Slovenskega narodnoosvobodilnega sveta (SNOS) in nato pri Nacionalnem komiteju osvoboditve Jugoslavije (NKOJ). Oktobra 1943 je bil izvoljen v SNOS (Vrhovni plenum OF) in septembra 1944 v Izvršni odbor OF. Od marca 1945 je delal v zunanjem ministrstvu Demokratične federativne Jugoslavije in nato v diplomatski službi. Bil je veleposlanik na Češkoslovaškem (1945 - 1948), na Švedskem (1952 - 1955), v Italiji (1955 - 1958) in Franciji (1960 - 1962). Bil je eden najpomembnejših slovenskih diplomatov v jugoslovanskem okviru. V letih 1963−1974 je bil sodnik Ustavnega sodišča SRS, predsednik Zveze društev pravnikov Slovenije in Zveze združenj pravnikov Jugoslavije.